# St. Brigida (Legden)

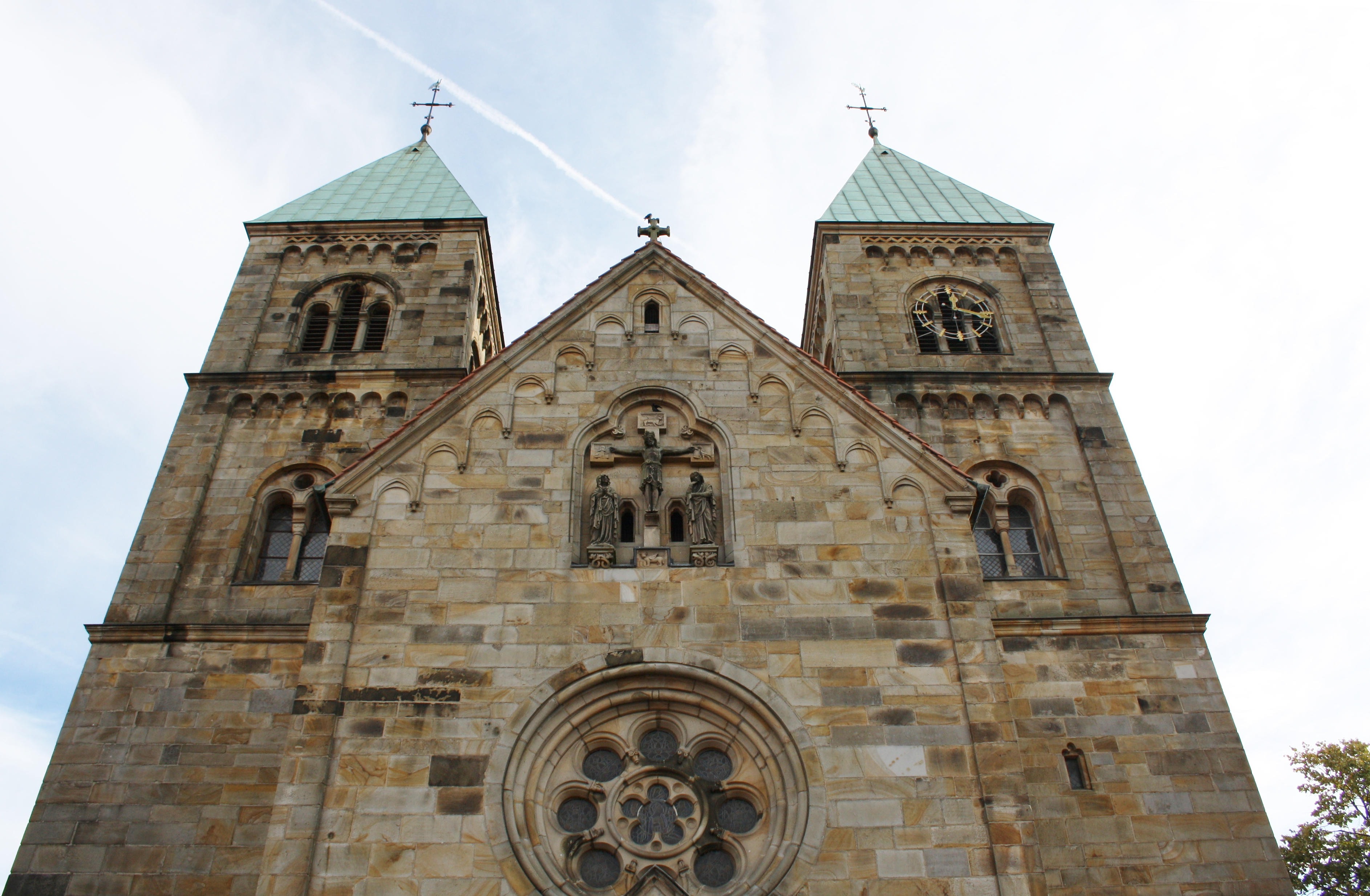
Blick von Westen

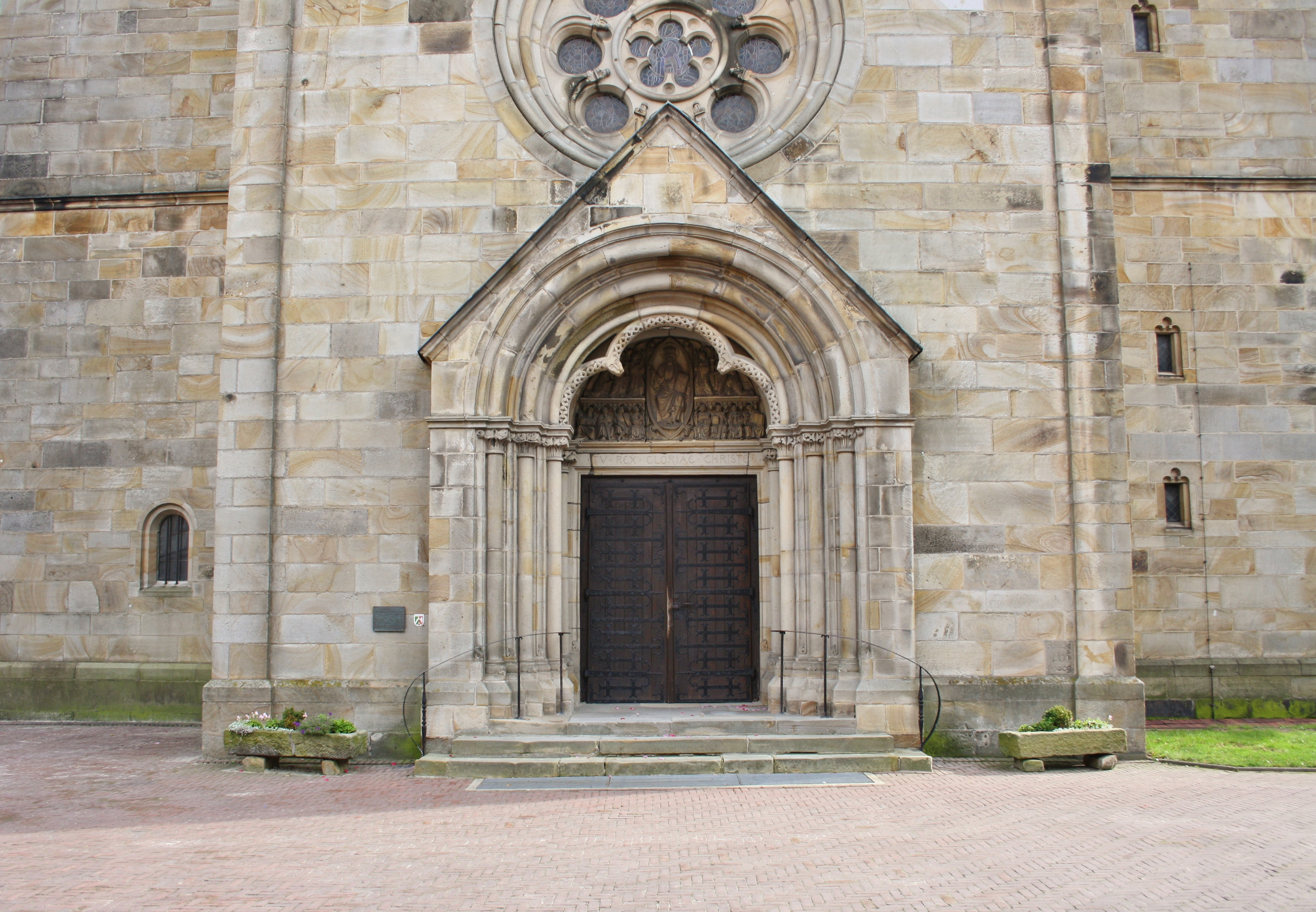
Blick von Westen auf den Haupteingang

Die katholische Pfarrkirche St. Brigida ist ein denkmalgeschütztes Kirchengebäude am Kirchplatz in Legden, im Kreis Borken (Nordrhein-Westfalen). Sie ist seit 2008 Pfarrkirche für St. Margareta (Asbeck).

## Geschichte
Die Pfarre St. Brigida in Legden im Bistum Münster wurde vermutlich während der Regierungszeit des Bischofs Hermann I. in der 1. Hälfte des 11. Jahrhunderts von der Pfarre Heek abgetrennt. Bereits im späten 11. Jahrhundert wurde die Pfarre Asbeck ausgegliedert. St. Brigida stand unter dem Archidiakonat der Äbtissin des Stiftes Asbeck. Im Jahr 1173 wurden die Kirche und das Pfarrgut von Bischof Ludwig I. von Wippra in das Stift Asbeck inkorporiert. Diese Inkorporation endete mit der Auflösung des Stiftes 1805.
Im Mittelalter gehörten zu dem Kirchspiel das Dorf Legden und die Bauerschaften Beikelort, Haulingort, Isingort und Wehr.
Die Pfarre gehört seit dem 1. Juli 1976 zum Dekanat Ahaus im Kreisdekanat Borken des Bistums Münster und wurde 2008 mit der Pfarrgemeinde St. Margareta in Asbeck zur Pfarrgemeinde St. Brigida-St. Margareta Legden fusioniert.

### Erste Kirche
Ein einschiffiger Vorgängerbau aus der Zeit um 1100 wurde 1976 ergraben. Gewöhnlich wurde der Kirchplatz in der Nähe eines adeligen Hofes gewählt. In diesem Fall fiel die Wahl auf den Meitenberg, der in der Nähe des Herrn von Lecden lag. Das erste Gebäude war ein einschiffiger Saalbau, dessen Seitenmauern in der Flucht der jetzigen Mittelschiffarkaden standen. Der östliche Abschluss konnte nicht mit Sicherheit nachgewiesen werden, er lag wohl im Bereich des heutigen Chores. Das Dach war mit Schiefer gedeckt, dies wird durch eine bei den Ausgrabungen gefundene, ausgeprägte Schiefersplitt-Schicht belegt. Die Kirche wurde durch Brand zerstört.

### Wachturm
Um die Kirche zu schützen, wurde nach einer Anordnung des Kaisers Konstantin bei jeder Kirche ein Schirmvogt angestellt, dessen Aufgabe es war, für die Sicherheit zu sorgen. Auf dem Kirchplatz wurde ein Wachturm errichtet. Er war ein quadratischer Steinbau von acht Metern Seitenlänge und hatte zwei Meter Mauerstärke. Der Turm war durch einen Eingang an der Ostseite erschlossen, der in das stark gewölbte Erdgeschoss führte. Hier befanden sich die Stallungen für die Pferde und der Aufenthaltsort für die Hunde. Eine schmale Treppe in der Nordwand ermöglichte den Aufstieg in die oberen Geschosse. Über eine in der Mitte des Gewölbes befindliche, von oben zu verschließende Luke konnten die oberen Geschosse versorgt werden. Die Türen konnten mit Querbalken verriegelt werden. Der Wachturm war bis 1905 ortsbildprägendes Wahrzeichen des Ortes.

## Heutige Kirche
Die spätromanische Stufenhalle aus Quadermauerwerk mit einem gerade geschlossenen Chor wurde im zweiten Drittel des 13. Jahrhunderts errichtet. Das Gebäude wurde 1905 verändert. Der ursprüngliche Wehrturm wurde abgebrochen und von dem Mainzer Dombaumeister Ludwig Becker durch ein neuromanisches Querschiff mit Doppelturmfassade ersetzt, dessen Formensprache sich dem vorhandenen Bau anpasste.

### Außenbau

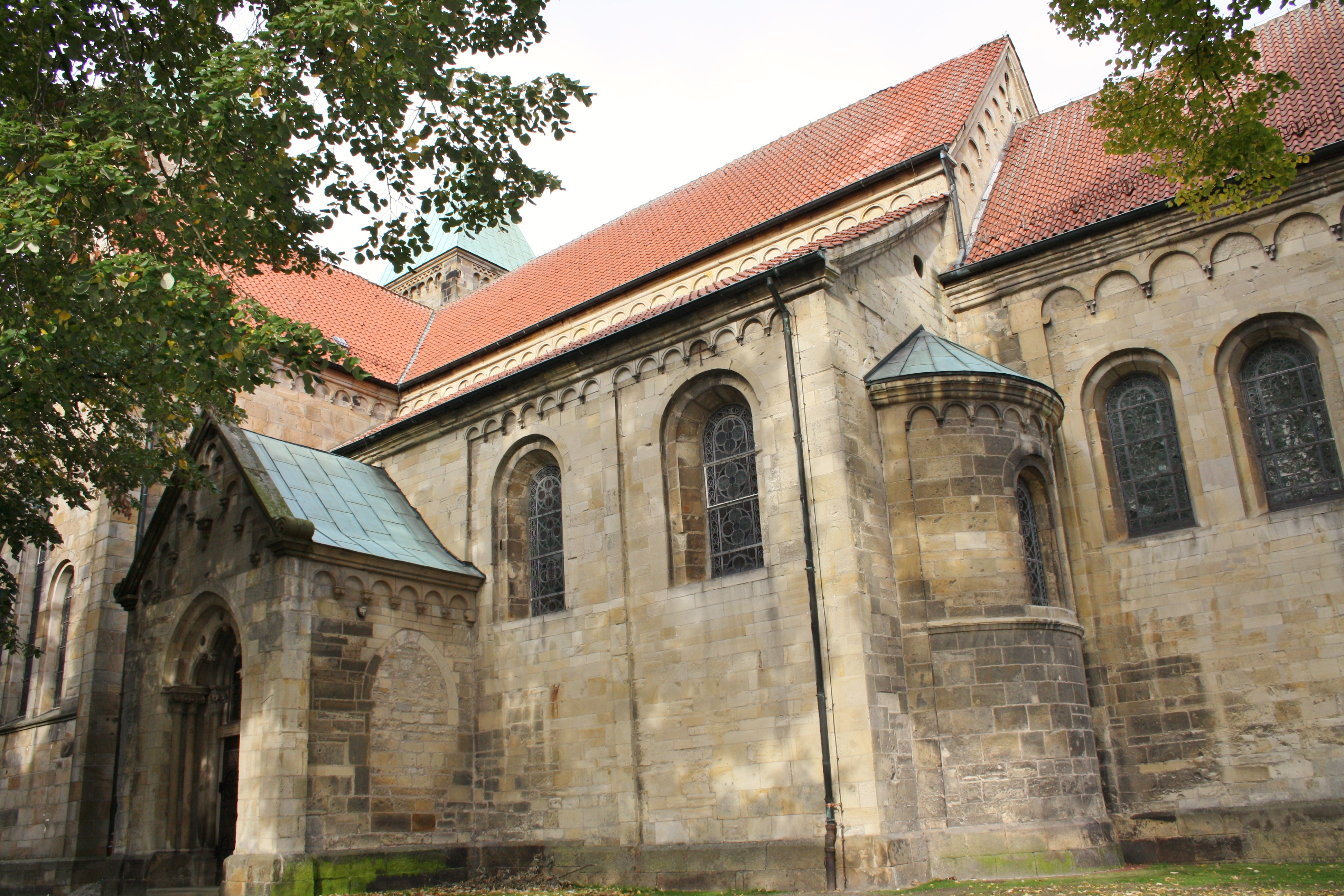
Blick von Süd-Ost auf den südlichen Nebeneingang

Am Außenbau sind die Teile klar voneinander unterscheidbar. Das Mittelschiff ist über den Pultdächern der Seitenschiffe leicht erhöht. Die Apsiden der Seitenschiffe sind eingezogen, die nördliche wurde bei dem Anbau einer Sakristei 1969 durch A. Wöhrmann, Münster, entfernt. Das Gebäude ist durch Lisenen, profilierte Gesimse und Bogenfriese an den Giebeln und Traufen reich geschmückt. Die gestaffelte Dreifenstergruppe am Ostabschluss ist durch einen Blendbogen überfangen. Vieles an dieser Gestaltung gleicht derjenigen des Baues von St. Johannes der Täufer (Billerbeck).
Bei der Vorhalle des ehemaligen Haupteinganges im Süden, auch Paradies genannt, wurde der Giebel erneuert. Die Arkade an dessen Ostseite war wie bei dem Paradies des St.-Paulus-Doms (Münster) ursprünglich offen. Das Portal trägt einen Kleeblattbogen auf schlanken, gekuppelten Säulen, deren Kapitelle mit gelängtem Rank- und Blattwerk geziert sind.
An der Nordseite ist das Gebäude durch ein übergiebeltes, zweifach gestuftes Rundbogenportal mit eingestellten Säulen, Rundwülsten und einem umlaufenden Ornamentband zugänglich.

### Innenraum

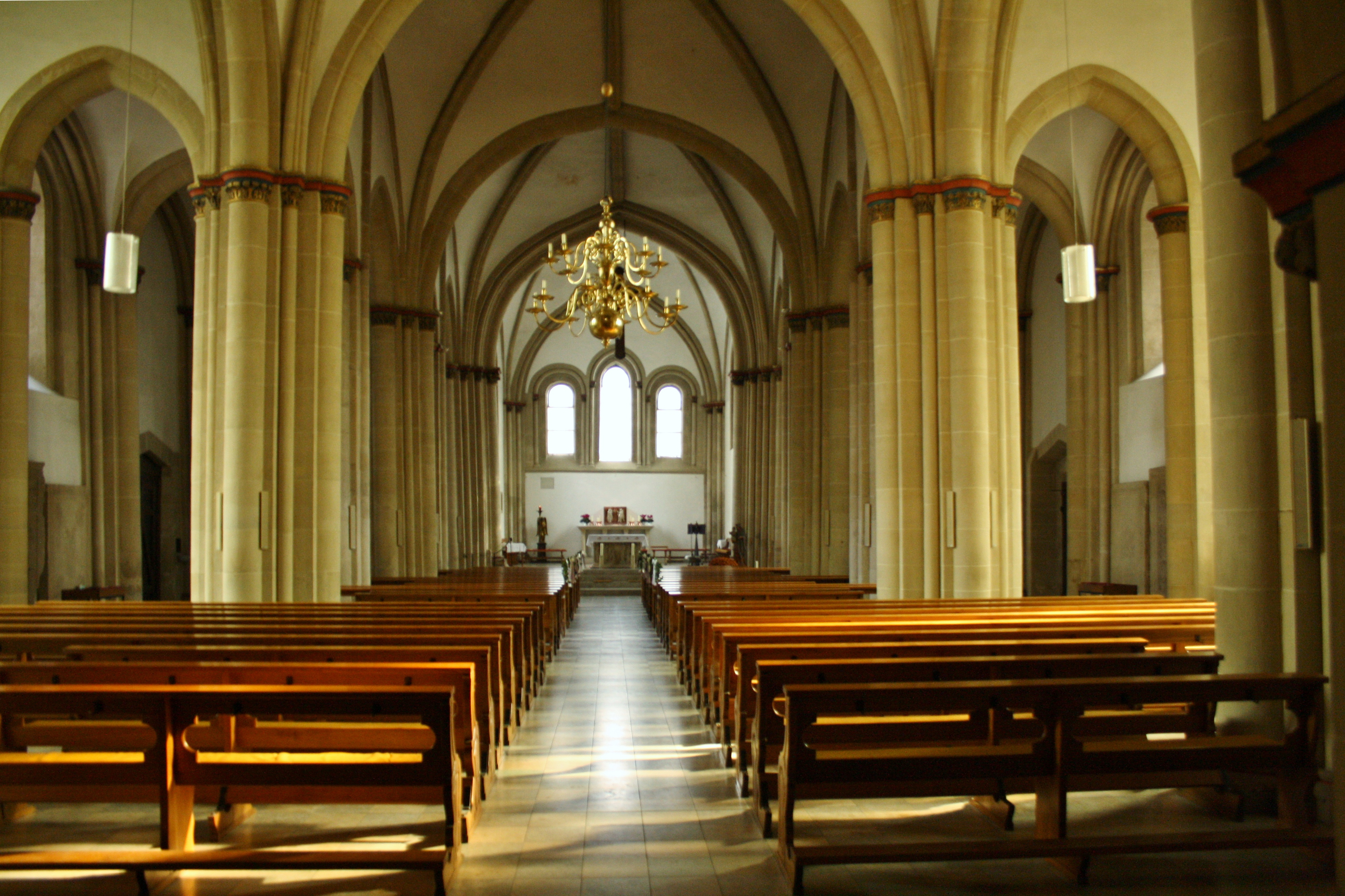
Kircheninnenraum

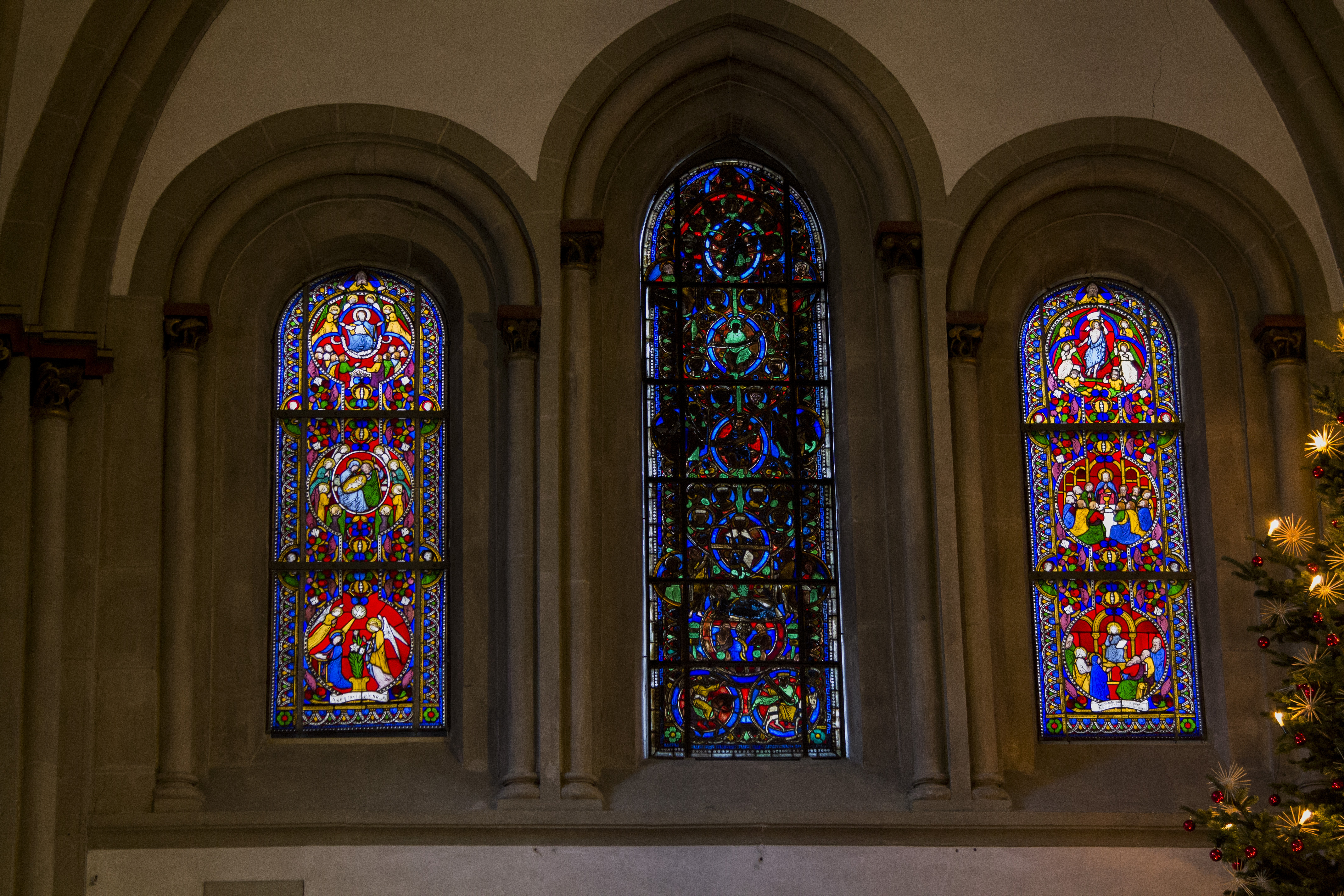
Die Chorfenster. In der Mitte das Wurzel-Jesse-Fenster aus dem 13. Jahrhundert

Die Kreuzpfeiler mit Halbsäulenvorlagen, im Innenraum der zweijochigen Halle im gebundenen System, sind mit Ranken- und Blattwerkkapitellen verziert. Das Domikalgewölbe ruht auf den Eckdiensten der Hauptstützen und auf den Scheitelrippendiensten der Zwischenstützen. Die gestaffelte Dreifenstergruppe ist von Säulchen und Rundwülsten eingefasst. Das schmale Mittelfenster ist so, wie der östliche Schildbogen, spitzbogig. Das Mittelfenster des Chores ist eine Arbeit aus der Zeit um 1230. Es ist das älteste vollständig erhaltene Glasfenster in Westfalen und eines der herausragenden Beispiele für spätromanische Glasmalerei. Das mit einer Darstellung der Wurzel Jesse versehene Fenster war Denkmal des Monats in Westfalen-Lippe im Monat März 2016. Die zwei flankierenden Seitenfenster sind Arbeiten von Victor von der Forst aus dem Jahr 1867.

### Ausstattung
- Der Engel mit dem Gekreuzigten ist wohl spätgotisch, er wurde vermutlich stark erneuert.
- Die Pietà wurde 1677 gestiftet und 1877 restauriert.
- Die Pietà aus Stein, in der Südvorhalle auf einer Wappenkonsole stehend, ist mit 1706 bezeichnet.
- Die hölzerne Figur des Hl. Nepomuk steht auf einer steinernen Rokokokonsole. Sie ist mit 1748 bezeichnet und wohl eine Arbeit des Johann Christoph Manskirsch.
- Die Kreuzwegstationen aus Baumberger Sandstein von J. B. Hessel sind mit 1878 bezeichnet.
- Das Epitaph der Johanna von Capelle ist mit 1476 bezeichnet. Das Steinrelief stellt die Gregorsmesse dar.
- Das Epitaph der Eheleute Rötger (Rüdiger) Menke und Anna Ising, ist mit 1691 und 1703 bezeichnet. Es zeigt das Stifterpaar kniend vor dem Gekreuzigten.
- Die geschnitzte Tür in der Vorhalle wurde um 1800 angefertigt.
- Das Reliquiar der Hl. Brigida, in Form einer silbergetriebenen Figur, stammt von der zweiten Hälfte des 14. Jahrhunderts.[4]

### Orgel
Die Orgel wurde von der Orgelbaufirma Romanus Seifert & Sohn (Kevelaer) erbaut. Das rein mechanische Schleifladen-Instrument hat 29 Register auf zwei Manualen und Pedal.
| I Hauptwerk C–g3 |                  |         |
| 01.              | Bordun           | 16′     |
| 02.              | Principal        | 08′     |
| 03.              | Viola da Gamba 0 | 08′     |
| 04.              | Gedackt          | 08′     |
| 05.              | Oktave           | 04′     |
| 06.              | Rohrflöte        | 04′     |
| 07.              | Quinte           | 02 ⁄3′  |
| 08.              | Superoktave      | 02′     |
| 09.              | Terz             | 01 3⁄5′ |
| 10.              | Mixtur IV        | 01 ⁄3′  |
| 11.              | Trompete         | 08′     |
|                  | Tremulant        |         |

| II Schwellwerk C–g3 |                       |        |
| 12.                 | Holzflöte             | 08′    |
| 13.                 | Dolce                 | 08′    |
| 14.                 | Schwebung (ab c0) 0   | 08′    |
| 15.                 | Principal             | 04′    |
| 16.                 | Traversflöte          | 04′    |
| 17.                 | Gemshorn              | 02′    |
| 18.                 | Quinte                | 01 ⁄3′ |
| 19.                 | Sesquialter (ab c0) 0 | 02 ⁄3′ |
| 20.                 | Fourniture IV         | 02′    |
| 21.                 | Cor anglais           | 16′    |
| 22.                 | Cromorne              | 08′    |
|                     | Tremulant             |        |

| Pedal C–f1 |                 |        |
| 23.        | Contrabass      | 16′    |
| 24.        | Subbass         | 16′    |
| 25.        | Octavbass       | 08′    |
| 26.        | Gedacktbass     | 08′    |
| 27.        | Rauschpfeife IV | 02 ⁄3′ |
| 28.        | Posaune         | 16′    |
| 29.        | Clairon         | 04′    |

- Koppeln: II/I, I/P, II/P

### Glocken
| Nr. | Name    | Gussjahr | Gießer                                | Durchmesser (mm) | Nominal | Anmerkungen |
| --- | ------- | -------- | ------------------------------------- | ---------------- | ------- | --- |
| 1   | Brigida | 1796     | Alexius Petit, Gescher                | 1390             | d1      | Umschriften: weck brigida mit starkem Ton zum guten und zur Himmelskron, sowie die myn ten ersten maal vergiet noemt zig alexius Petit. Die Glocke wird zusammen mit den anderen drei Glocken bei Hochfesten und Prozessionen geläutet und dient als Totenglocke. |
| 2   | Maria   | 1525     | vermutlich Wolter Westerhues, Münster | 1230             | es1     | Umschrift: Appellor Mara mea vox et demones arcet et tempestates quaslibet aereas. Nomen est Maria. Anno domini MCCCCCXXV (Ich werde genannt Maria. Meine Stimme hält die Dämonen fern und alle Stürme der Luft. Mein Name ist Maria. Im Jahre des Herrn 1525). |
| 3   | Brigida | 1525     | vermutlich Wolter Westerhues, Münster | 1050             | f1      | Umschrift: Nunc brigida praeclara tui fuga noxia quaeque alice terrigenas ad tua templa cito, patrona nostra. Anno Domini MCCCCCXXV (Nun Brigida, du berühmte, treibe fort von den Deinen alles Schädliche und rufe geschwind die Erdenbewohner zu deinen Heiligtümern,due, unsere Schutzpatronin. Im Jahre des Herrn 1525). Die Glocke diente zugleich als Brandglocke. In früheren Zeiten reichte das Seil dieser Glocke bis in das untere Geschoss, so dass bei Gefahr jeder die Glocke läuten konnte. |
| 4   | Gabriel | 1957     | Feldmann & Marschel, Münster          | 970              | as1     | Inschrift: Gabriel vocor ave maria loquor (Ich heiße Gabriel und verkünde Ave Maria). Diese Glocke hatte zwei Vorgänger, die in den Kriegen eingeschmolzen wurden. |